# Melløs Stadion
Il Melløs Stadion è uno stadio polifunzionale nel quartiere Melløs di Moss, in Norvegia. Attualmente è utilizzato principalmente per gare di calcio ed è lo stadio di casa del Moss FK. Lo stadio ha una capacità di circa 10.000 persone ed è stato aperto nel 1939. L'attuale record di presenze è di 10.085 persone nel derby di un vicino contro il Fredrikstad FK nel 2003. Lo stadio è stato utilizzato per il Campionato femminile UEFA del 1997.
La sede ha ospitato due volte le partite nazionali di calcio Under 21 della Norvegia, pareggiando 0-0 contro il Belgio l'11 settembre 1979 e perdendo 0-2 contro la Danimarca il 22 agosto 2007. Melløs Stadion è anche usato per l'atletica leggera. Nel 1983 ha ottenuto la pista di gomma come il primo stadio nella contea di Østfold, e nel 1990 si sono svolti i campionati nazionali di atletica leggera.
Oggi Moss FK ha in programma di rinnovare lo stadio per diventare uno stadio di calcio intimo con una capacità di 8.000 persone, solo seduto. Seguendo questi piani, le parti di atletica dello stadio verranno spostate in un campo di allenamento di calcio nelle vicinanze